# Ain Dorbane
Ain Dorbane (franska: Ain Dorbane (CR), Ain Dorbane (Commune Rurale), arabiska: سطات (البلدية)) är en kommun i Marocko.   Den ligger i provinsen Settat och regionen Casablanca-Settat, i den norra delen av landet, 110 km söder om huvudstaden Rabat. Antalet invånare är 12 548.